# Вулкан (Самарская область)
Вулка́н — посёлок в Красноярском районе Самарской области. Входит в состав сельского поселения Хилково.

## География
Посёлок находится на расстоянии примерно 30 км (по прямой) к востоку от села Красный Яр, административного центра района.

## Население
| 2010 |
| ---- |
| 8    |

### Национальный состав
Согласно результатам переписи 2002 года, в национальной структуре населения русские составляли 100 % из 7 чел.